# Ключ 85
Ключ 85 (трад. и упр. 水, 氵, 氺) — ключ Канси со значением «вода»; один из 34, состоящих из четырёх штрихов.
В словаре Канси есть 1 595 символов (из 49 030), которые можно найти c этим радикалом.

## История
Древняя идеограмма водного потока или реки послужила прообразом современного иероглифа.
Как видно из древней идеограммы — это или извилистая речка между валунами у берегов, либо небольшие заводи, образующиеся вдоль бурного потока.
Самостоятельно иероглиф используется в значениях «вода», «река», «море», «жидкость».
В китайской философии У-син «Пять Фраз» 水 представляет собой элемент Вода.
В китайской философии Ба-гуа «восемь триграмм» 火 «Огонь» является стихией триграммы ☵ — 坎 — Kǎn.
(См. Космогенез в китайской философии)
Иероглиф «вода» — это сильный ключевой знак, находящийся в составе многих иероглифов.
В качестве ключа он обычно располагается в левой части знака и принимает сокращенную форму 氵, которая на путунхуа называется «сань дянь шуй» (кит. упр. 三点水, пиньинь sāndiǎnshuǐ, буквально: «три капли воды»).

Техника написания
Техника написания
Вид в Цзиньвэнь
Вид в Цзягувэнь
Вид в Цзянбо
Вид в большой печати Чжуаньшу
Вид в малой печати Чжуаньшу

В словаре Канси находится под номером 85. В помещённой на первом форзаце многотиражного китайского словаря «Сяньдай ханьюй цыдянь» (кит. упр. 现代汉语词典) официально принятой в КНР таблице из 201 ключа данный ключ находится под номером 77.

## Примеры иероглифов
| Доп. штрихи | Иероглифы |
| ----------- | --- |
| 0           | 水氺氵 |
| 1           | 氶氷永氹㲸 |
| 2           | 氻氼汆氾氿汀㲹㲺㲻㲼𣱼𣱽𣱾𣱿𣱶汁求汃汄汅汇汈汉 |
| 3           | 汎汊汋汌汍汎㲽㲾㲿𣲍汏汙污汚汛汜汝汞江汐汑汒汓汔汕汖汗汘池汢汣 |
| 4           | 汧汪汫汬汭汮汯決汻汼汽汾汿沊沋沌沍沎沏沚㳀㳁㳂㳃㳄㳅㳆㳇㳈㳉沛沜沝沞沟汥汦汧汨汩汰汱汲汳汴汵汶㳊汷汸汹沒没沀沁𣲚𣲛𣲘𣲙𣲠𣲦沂沃沄沅沆沇沈沉沐沑沓沔沕沖沗沘沙沠沢沪 |
| 5           | 沿泍沫沬沭沮沯沰沱沲河沴沵沶沷沸油沺治沼沽沾沿泀況泂泃泄泅泆泇泈泉泊泋泌泍泎泏泐泑泒泓泔法泖泗泘泙泛泜泝泞泟泠泡波泣泤泥泦泧注泩泪泫泬泭泮泯泰泱泲泳泴泶泷泸泹泥泌㳋㳌㳍㳎㳏㳐㳑㳒㳓𣲵𣲷𣲹𣲾𣳇𣳈𣳉𣳔𣳡𣳢 |
| 6           | 派流㳠泚泿洀洊洋洌洎洏洁洚洛洜洝洞洟洂洪洫洬洭洮洯洃洺活洼洽派洿洄浊浌浍浏洅洆洇洈洉洐洑洒洓洔洕洗洘洙洠洡洢洣洤津洦洧洨洩洰洱洲洳洴洵洶洷洸洹浀流浂浐浕流洛洞流㳖㳗㳘㳙㳚㳛㳜㳝㳞㳣㳟𣳪𣳮𣳼𣳽𣳾𣳿𣴀𣴎𣴚𣴛𣴜𣴓𣴙 |
| 7           | 洖海浩浸涅洍浚浛浜浝浞浟浪浫浬浭浮浯浺浻浼浽浾浿涊涋涌涍涎涏涚涛涜洖浖浗浘浙浠浡浢浣浤浥浦浧浨浩浰浱浲浳浴浵浶海浸浹涀涁涂涃涄涅涆涇消涉涐涑涒涓涔涕涖涗涘涤涥浪海㳤㳥㳦㳧㳨㳩㳪㳫㳬㳭㳮㳯㳰㳱㳲㳳𣵛𣵮𣵯𣵀𣵰𣵲𣵴𣵵𣵶 |
| 8           | 淹洴涪涫涬涭涮涯涰涱液涳涴涵涶涷涸涹涺涻涼涽涾涿淀淁淂淃淄淅淆淇淈淉淊淋淌淍淎淏淐淑淒淓淔淕淖淗淘淙淛淜淝淞淟淠淡淢淣淤淥淦淧淨淩淪淫淬淚涙淭淮淯淰深淲淳淴淵渊淶混清淸淹淺添淼㴇渁淽淾淿渀渋渌渏渚渂渄渆渇済渉渒渓渕湴淪淋渚㳴㳵㳶㳷㳸㳹㳺㳻㳼㳽㳾㳿㴀㴊㴋㴌㴍㴎㴁㴂㴃㴄㴅㴆㴈𣵾𣶏𣶈𣶶𣶸𣶹𣶺𣶻𣶼𣶽𣷓𣷠𣷣𣷭𣷮𣷯𣷰𣷱𣷲𣷳𣷴𣷸𣷹𣷺 |
| 9           | 滋港湮減渜渝渞渟渪渫滞滞測渭渮港渃渺渻渼渽渾渿湊湋湌湍湎湏湚湛湜湝湞湟湪湫湬湭湮湯湺湻湼湽湾湿溊溋溌渘渙渠渡渢渣渤渥渦渧渨温渰渱渲渳渴渵渶渷游渹湀湁湂湃湄湅湆湇湈湉湐湑湒湓湔湕湖湗湘湙湠湡湢湣湤湥湦湧湨湩湰湱湲湳湵湶湷湸湹満溁溂溄溆溇溈溉滋㴏㴚㴛㴜㴝㴞㴟㴐㴑㴒㴓㴔㴕㴖㴗㴘㴙㴠㴡㴢㴣㴤𣸏𣸬𣸭𣸮𣸯𣸆𣸑𣸰𣸱𣸹𣹓𣹔𣹕𣹖𣹗𣹘𣹙   |
| 10          | 滇溍溎溏溚溛溜溝溞溟源溑溒溓溔溕準溗溘溙溠溡溢溣溤溥溦溧溨溩溪溫溬溭溮溯溰溱溲溳溴溵溶溷溸溹溺溻溼溽溾溿滀滁滂滃滄滅滆滇滈滉滊滍滎滏滐滑滒滓滔滕滖滗滘滙滛滜滝滣滤滧滨漓溜溺滑㴳㴪㴫㴬㴭㴮㴯㴺㴻㴥㴦㴧㴨㴩㴰㴱㴲㴳㴴㴵㴶㴷㴸㴹𣹟𣺊𣺋𣺈𣺉𣺹𣺺𣺻𣺼𣺽𣺾𣺿𣻀𣻁𣻂𣻃𣻄𣻅𣻆𣻇𣻈𣻉                                                       |
| 11          | 滌滚滫滬滭滮滯滰滱滲滳滴滵滶滷滸滹滺滻滼滽滾滿漀漊漌漍漎漏漁漚漛漜漝漞漟漂漪漫漬漭漮漯漃漺漻漼漾漿漄潊潌漅漆漇漈漉漐漑漒演漕漖漗漘漙漠漡漢漣漤漥漦漧漨漩漰漱漲漳漴漵漶漷漸漹潀潁潂潃潄潅潆潇潈潉漏漣漢㴼㴽㴾㴿㵀㵁㵂㵃㵄㵅㵆㵇㵈㵉𣻕𣻗𣻷𣻸𣻹𣻺𣻻𣻼𣻽𣻾𣼍𣼪𣼫𣼬𣼭𣼮𣼯𣼺𣼼𣼽𣼾𣼩𣼰𣼱𣼲𣼳𣼴𣼵𣼶𣼷𣼸𣼹𣽀𣽁                           |
| 12          | 潮漋漽潎潏潚潛潜潝潞潟潪潫潬潭潮潯潺潻潼潽潾潿澊澋澌澍澎澏澚澛澜澝潐潑潒潓潔潕潖潗潘潙潠潡潢潣潤潥潦潧潨潩潰潱潲潳潴潵潶潷潸潹澁澂澃澄澅澆澇澈澉澐澑澒澓澔澕澖澗澘濐𣽊𣽾𣽿𣾏𣽆𣽡𣾀𣾁𣾂𣾃𣾴𣾵𣾶𣾷𣾸𣾹𣾺𣾻𣾼𣾽𣾾𣾿𣿃㵊㵋㵌㵍㵎㵏㵚㵛㵜㵐㵑㵒㵓㵔㵕㵖㵗㵘㵙                                                                         |
| 13          | 澞澟澙澠澡澢澣澤𪷤濆㵝㵞㵟㵪㵫㵬㵭㵮㵠㵡㵢㵣㵤㵥㵦㵧㵨㵩澥澦澧澨澩澪澫澬澭澮澯澰澱澲澳澴澵澶澷澸澹澺澻澼澽澾澿激濁濂濃濄濅濆濇濈濉濊濋濌濍濎濏濑濒濓濖 |
| 14          | 澀濔濕濗濘濙濚濛濜濝濞濟濠濡濢濣濤濥濦濧濨濩濪濫濬濭濮濯濰濱濲濴濵濶濷濸濫㵯㵺㵻㵼㵰㵱㵲㵳㵴㵵㵶㵷㵸㵹𣿀𤀺𤀻𤀼𤀽𤁋𤁛𤀹𤁓𤁔𤁕𤁖𤁗𤁘𤁙𤁠 |
| 15          | 濹濺濻濼濽濾濿瀊瀋瀌瀍瀎瀏瀀瀁瀂瀃瀄瀅瀆瀇瀈瀉瀐瀑瀒瀓瀔濾㵽𤂧𤂨𤂩𤂪𤁩𤂅𤂑𤂖𤂫𤂋𤂌𤂍𤂬𤂭𤂱㵾㵿㶀㶁㶂㶃 |
| 16          | 瀞瀛濳瀚瀛瀜瀝瀞瀟瀪瀫瀬瀭瀮瀕瀖瀗瀘瀙瀠瀡瀢瀣瀤瀥瀦瀧瀨瀩𪷿𤂷𤃉𤃛𤃜𤃝𤃞𤃟𤃠𤃡𤃢𤃤𤃥𤃧㶊㶋㶄㶅㶆㶇㶈 |
| 17          | 瀹瀯瀺瀻瀼瀽瀾瀿瀰瀱瀲瀳瀴瀵瀶瀷瀸瀹灀灁㶌㶍㶎㶏㶐㶑𤃬𤄋𤄌𤄍 |
| 18          | 灊灋灌灍灂灃灄灅灆灇灈灉灐𤄙𤄰𤄱𤄲㶒㶓㶔㶕㶖㶗㶘𤄏𤄭𤄮𤄯㶖 |
| 19          | 灑灒灓灔灕灖灗灘𤅀𤅄𤅉㶚㶙𤄿 |
| 20          | 灚灛灜灙𤅕𤅖𤅗㶛㶜㶝𤅎𤅜𤅟 |
| 21          | 灝灞灟灠灡𤅡𤅧㶞㶟 |
| 22          | 灢灣 |
| 23          | 灎灤灥灦𤅶㶠 |
| 24          | 灧灨𤅷𤅺 |
| 28          | 灩 |
| 29          | 灪 |

- Примечание: Ваш браузер может отображать иероглифы неправильно.